# Epistemology & Philosophy of Science
Epistemology & Philosophy of Science (бывш. «Эпистемология и философия науки») — рецензируемый научно-теоретический журнал Института философии Российской академии наук, издаваемый сектором социальной эпистемологии в сотрудничестве с Издательским домом «Альфа-М» (Москва). Его тематику составляют теория познания, общая методология науки, философия языка, философия сознания и специальные науки о познании. В журнале публикуются научные статьи, дискуссии и обзоры литературы по указанным областям на русском и английском языках.
Главная задача журнала — способствовать исследованиям в упомянутых областях знания и предоставлять площадку для коммуникации между исследователями в России и за рубежом.
Все номера выложены на странице журнала «Epistemology & Philosophy of Science» на сайте научной электронной библиотеки Elibrary.